# Lokata z dopłatą
Lokata z dopłatą – forma lokowania wolnych środków pieniężnych, która charakteryzuje się tym, że kapitał na niej zgromadzony może być uzupełniany wpłatami określonych kwot na zasadach zawartych w umowie.
Umowa o lokatę z dopłatą określa:
- kwotę podstawowego wkładu
- częstotliwość dopłat
- wielkość dopłat

## Cechy charakterystyczne
- oprocentowanie zależy od okresu trwania lokaty
- odsetki naliczane są od wkładu początkowego oraz wkładów uzupełniających od dnia ich wniesienia